# Andrew Cuomo
Andrew Mark Cuomo (New York, 6 dicembre 1957) è un politico e giurista statunitense, governatore dello Stato di New York dal 1º gennaio 2011 al 24 agosto 2021. Ha ricoperto altresì l'incarico, sempre per questo stesso stato, di procuratore generale. Figlio maggiore del tre volte governatore newyorkese Mario e di Matilda Raffa Cuomo, esponente di spicco della comunità italiana e del Partito Democratico, è stato Segretario della Casa e dello Sviluppo Urbano durante la seconda presidenza di Bill Clinton.
Di origini italiane (i nonni paterni erano originari, rispettivamente, di Nocera Inferiore e di Tramonti, in provincia di Salerno, mentre quelli materni della Sicilia), è figlio di Mario Cuomo, 52º governatore dello Stato di New York, nonché fratello del giornalista della CNN Chris Cuomo ed ex-marito della settima figlia di Robert Kennedy, Mary Kerry, dalla quale ha avuto tre figlie.

## Biografia
Nato nel Queens, borough di New York, consegue il diploma nel 1975 in un liceo cattolico del suo stesso borough, per poi laurearsi in giurisprudenza ed ottenere successivamente il dottorato presso la Albany Law School.
Alternando la pratica legale privata a quella presso il pubblico ministero, nel 1982 sostiene attivamente la campagna per l'elezione del padre alla massima carica statale, divenendone, ad elezione ottenuta, uno dei consiglieri politici più ascoltati. In questa veste, per tutto il resto degli anni ottanta e i novanta, si fa promotore di politiche abitative, in particolare a favore dei senzatetto. Ha anche fondato un'organizzazione non lucrativa rivolta allo scopo, denominata HELP: Housing Enterprise for the Less Privileged, "impresa per favorire l'accesso alla casa dei meno fortunati".
Durante il mandato del sindaco David Dinkins, ha presieduto la commissione senzatetto della città di New York, al fine di tradurre la sua competenza in materia in un più vasto programma di risposta alle istanze dei senzatetto e, più in generale, in favore di politiche della casa più efficaci per le classi di reddito meno avvantaggiate.

### Candidature e incarichi nazionali e statali
Nel 1993 il neopresidente Bill Clinton lo chiama a far parte del gruppo dirigente del ministero per le politiche abitative e lo sviluppo urbano. A seguito della mancata conferma del ministro Henry Cisneros per il secondo mandato clintoniano, Cuomo ne prende il posto dal 1997 al 2001. Nel 2002 Cuomo prova invano ad ottenere la candidatura del Partito Democratico per la carica di Governatore di New York già ricoperta dal padre.

#### Governatore di New York
Nel 2010 ci riprova e, vinte le primarie, conquista anche la massima carica statale, battendo un altro italoamericano, l'esponente del Tea Party Carl Paladino, sostenuto dal Partito Repubblicano. Nel 2014 viene rieletto per un secondo mandato battendo il repubblicano Rob Astorino, mentre nel 2018 viene riconfermato anche per un terzo mandato battendo lo sfidante repubblicano Marc Molinaro.
Il 10 agosto 2021, annuncia in diretta televisiva le sue dimissioni dall'incarico di governatore dello Stato di New York, a seguito delle accuse di molestie sessuali da parte di più donne, pur negando di aver commesso il fatto.
Il 31 gennaio 2022, il quinto e ultimo caso di molestie sessuali contro Cuomo, presentato da Virginia Limmiatis, è stato archiviato dal procuratore distrettuale di New York, Gregory Oakes, scagionando di fatto Cuomo da tutte le accuse.

#### Candidatura a sindaco di New York
Il 1º marzo 2025, Cuomo annuncia ufficialmente la sua candidatura per la carica di sindaco di New York in vista delle elezioni cittadine del 4 novembre. Alle primarie del 24 giugno, si classifica in seconda posizione, dietro Zohran Mamdani, ammettendo la sconfitta a scrutinio non terminato.

## Matrimonio e figli
Andrew Cuomo ha sposato nel 1990 Kerry Kennedy, settima figlia di Robert F. Kennedy e di Ethel Skakel, nella Cattedrale di St. Matthew a Washington. La coppia ha avuto tre figlie: due gemelle, Cara Ethel Kennedy e Mariah Matilda Kennedy Cuomo, e Michaela Andrea Kennedy Cuomo.
Dopo tredici anni di matrimonio Cuomo ha chiesto il divorzio, avendo scoperto una relazione extraconiugale della moglie con un suo amico, Bruce Colley. Il divorzio fu dichiarato nel 2005, quando Cuomo non era ancora Attorney General dello Stato di New York.

## Nei media
- Escape at Dannemora - miniserie TV (2018)